# Metal for Muthas
Metal for Muthas est le nom donné à deux albums compilations de heavy metal NWOBHM.

## Histoire de la compilation
Le premier Metal for Muthas (Volume I), fut publié le 15 décembre 1979 et doit sa célébrité au fait qu'Iron Maiden y présentait deux titres inédits, bien que le disque recela aussi d'autres groupes ayant connu un certain succès. À la suite du succès de sa démo The Soundhouse Tapes au club du même nom de Neal Kay, Iron Maiden avait exigé de bénéficier de deux jours de studio pour enregistrer ses deux titres et que l'un d'eux soit le premier titre du disque.
Le succès de la compilation, sélectionnée par Neal Kay, a contribué au lancement de la New wave of British heavy metal, au moment du déclin du punk. Malgré des critiques partagées, Metal for Muthas atteignit la 12e place des charts et devint même la base d'une mini-tournée des groupes présents sur l'album, avec Iron Maiden en tête d'affiche. Le groupe était étroitement impliqué dans Sanctuary Records (éponyme du titre ouvrant la compilation), qui est maintenant un label majeur du heavy metal.
La seconde compilation Metal for Muthas Volume II sortie en 1980 rassemblait moins d'artistes marquants et n'eut pas le même succès.

## Liste des morceaux

### Volume I
1. Iron Maiden - "Sanctuary"
2. Sledgehammer - "Sledgehammer"
3. E.F. Band - "Fighting for Rock and Roll"
4. Toad the Wet Sprocket - "Blues in A"
5. Praying Mantis - "Captured City"
6. Ethel the Frog - "Fight Back"
7. Angel Witch - "Baphomet"
8. Iron Maiden - "Wrathchild"
9. Samson - "Tomorrow or Yesterday"
10. Nutz - "Bootliggers"

### Volume II
1. Trespass - "One of these Days"
2. Eazy Money - "Telephone Man"
3. Xero - "Cutting Loose"
4. White Spirit - "High Upon High"
5. Dark Star - "Lady of Mars"
6. Horsepower - "You Give Me Candy"
7. Red Alert - "Open Heart"
8. Chevy - "Chevy"
9. The Raid - "Hard Lines"
10. Trespass - "Storm Child"[3]

## Sources
1. ↑  Hard Rock Magazine (France), spécial Iron Maiden, tome 1, page 25
2. ↑  hem.passagen.se
3. ↑  leatherwarriors.web.infoseek.co.jp